# Txalaparta
Cet article concerne l'instrument de percussion. Pour la maison d'édition, voir Txalaparta (maison d'édition).

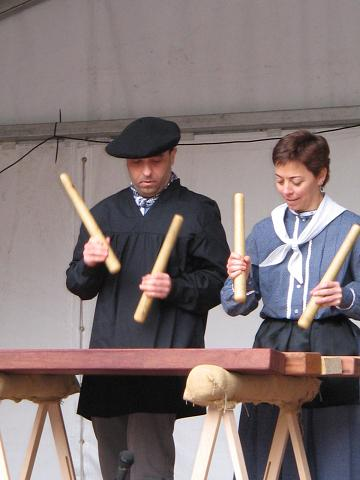
Deux joueurs de txalaparta

La txalaparta (prononciation API : [tʃaˈlapaɾta] ou [tʃalaˈpaɾta]) est un instrument de musique basque. C'est un instrument de percussion traditionnel proche du xylophone ou du balafon, mais avec une technique de pilon (les bâtons sont tenus verticalement).
Les origines et la fonction de l’instrument restent floues. Certes, il existe un grand parallélisme entre la txalaparta et le semantron ou simandre de l'Église orthodoxe; la txalaparta serait un vestige du rituel d'appel à la prière de la chrétienté catholique antérieur au Schisme d'Orient. (Les cloches n'ont pas été utilisées par les églises avant le IXe siècle). Pour certains, la txalaparta était un instrument de communication avec un code complexe, de type « morse » qui a été perdu au fil du temps. Pour d’autres la txalaparta servait effectivement à communiquer avec ses proches, mais avec une codification très simple. Rythme lent pour un événement grave (accident, décès...) ou rythme rapide pour un événement heureux (naissance, mariage...). D'autres le rapprochent de coutumes liées aux festivités de récoltes (vendanges, cueillettes de pommes pour le cidre, foins). D'autres encore y voient un lien évident avec des rites païens, Akelarre et autres biltzar.
L'origine du nom de l'instrument, traduit du basque, évoque « une pluie intense ».
Les derniers txalapartari (les joueurs de txalaparta) ont été découverts par les frères Artze et par Beltrán (es) dans les années 1960. Sauvé de l’oubli, il compte au Pays basque aujourd’hui des centaines de couples qui enseignent eux-mêmes à de nombreux autres…
Dans l'histoire des percussions, le txalaparta est parfois considéré comme un ancêtre parmi les témoins issus de tous les continents. Le fait de frapper avec des bâtons une pièce de bois dont on a optimisé la résonance constitue un premier pas dans l'expression musicale en matière de percussions. D'autres formes d'instruments en bois creusé sont apparues pour augmenter la résonance : les premiers « tambours de bois » (idiophone ou plus précisément xylophone). C'est bien plus tard dans l'évolution de l'humanité qu'on est parvenu à tendre des peaux sur une forme de bois creusée (membranophone), c'est-à-dire les premiers tambours.

## Facture
Il s'agit de madriers de bois ou de planches épaisses dont la longueur varie de 80 à 200 cm environ. Il peut s'agir de n'importe quelle essence, cependant, le hêtre est fréquemment utilisé pour ses qualités sonores. La hauteur des notes est choisie de manière arbitraire selon la longueur des lames. Le nombre de lames est très variable selon le choix de l'instrumentiste : de 1 à 12, un ensemble de 4 à 5 étant la version la plus fréquente. Couchées sur des supports variables (anciennement saski panier tressé en châtaignier, tabourets, et aujourd'hui simples tréteaux), elles sont séparées du support par un isolant d'origine végétale (foin, feuilles de maïs) ou animale (laine, peaux) ou synthétiques (produit expansés, mousses), de sorte à permettre à la pièce de bois de vibrer.

## Jeu
La txalaparta est jouée par deux musiciens en face à face ou côte à côte, qui frappent de manière verticale (en pilon) sur les planches au moyen de bâtons épais et durs, souvent tronconiques. Le jeu s'appuie sur une grande écoute de chaque musicien car traditionnellement c'est un instrument d'improvisation. Le rythme de base, nommé ttakun, est similaire au galop du cheval ou aux battements de cœur. L'interaction se fait entre les deux joueurs à travers des rôles différents et interchangeables : L'un maintient l'équilibre rythmique tandis que l'autre apporte le déséquilibre en réponse, engendrant ainsi une sorte de duel. On parle de polyrythmie où les changements de vitesse sont fréquents.
Une tradition musicale étroitement liée à l'instrument est relative à la production du cidre. Les planches du pressoir des cidreries basques ou sagardotegi ont été employées comme instrument de percussion en frappant la presse avec des bâtons cylindriques. Après que la fabrication du cidre fut finie, pour appeler les voisins à venir célébrer et boire du cidre, on frappait sur la presse.